# Reichenau an der Rax

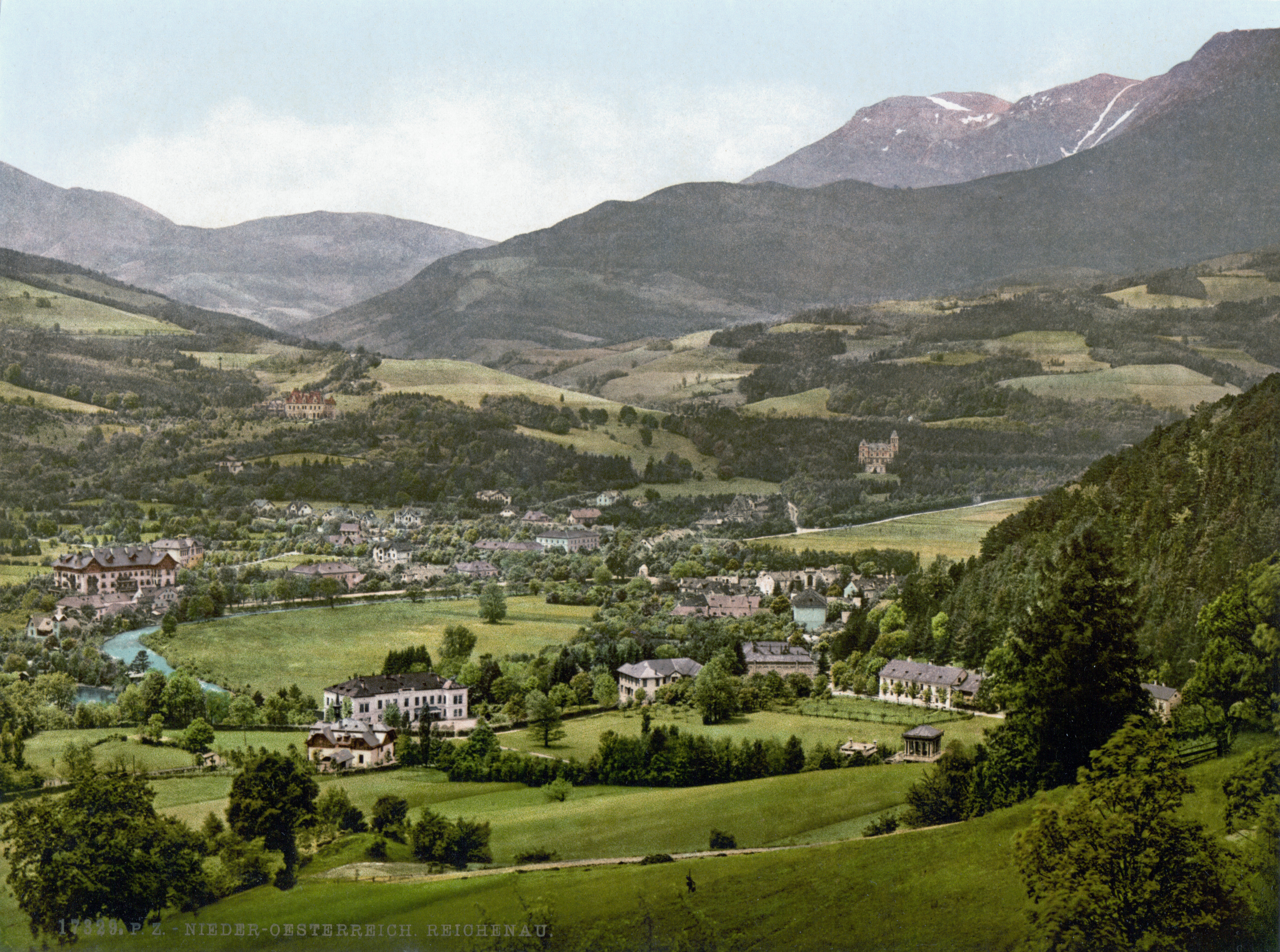
Panorama comunei Reichenau an der Rax la începutul secolului XX

Reichenau an der Rax este o comună, târg în districtul Neunkirchen, Austria Inferioară. În anul 2011 localitatea avea 2.723 locuitori. Comuna se află amplasată la altitudinea de 484 - 680 m deasupra n.m. la poalele muntelui Rax (2.007 m) care face parte din ramurile de nord-est a Alpilor Calcaroși.

## Localități aparținătoare
- Reichenau
- Hirschwang
- Hirschwanger Forst
- Grünsting
- Klein- und Großau
- Prein

Localități mici
| Reichenau an der Rax | Hirschwang an der Rax | Dörfl        | Edlach an der Rax | Griesleiten |
| Großau               | Grünsting             | Hinterleiten | Kleinau           | Mayerhöfen  |
| Oberland             | Prein an der Rax      | Preinrotte   | Sonnleiten        | Thonberg    |

## Istoric
Comuna mai ales în timpul monarhiei Austro-Ungare era o localitate balneară. Istoria comunei este în legătură strânsă cu istoria construrii căii ferate Semmering. În regiunea comunei se află numeroase căi de drumeție.

## Economie
Între secolele XVI și XIX în regiune se exploata minereuri metalifere, cele mai importante fiind menereurile de fier și cupru. În 1842 localitatea este legată de rețeaua de căi ferate, devenind astfel prin regiunile pitorești o atracție turistică. Între anii 1869 - 1873 este construită conducta de apă care alimentează cu apă potabilă o parte din Viena.
Pe la sfârșitul secolului XVIII în regiune există o exploatare importantă forestieră. Reichenau este actual o stațiune balneo-climaterică care asigură ca. 130.288 locuri de cazare și care oferă printre locurile de vizitare: castelurile Reichenau și Rothschild ca și biserici istorice și muzee.

## Personalități marcante
- Otto von Habsburg